# Hemerotrecha jacintoana
Espèce
Hemerotrecha jacintoana est une espèce de solifuges de la famille des Eremobatidae.

## Distribution
Cette espèce est endémique de Californie aux États-Unis,. Elle se rencontre dans le comté de Riverside dans les monts San Jacinto.

## Description
La femelle holotype mesure 20,5 mm.

## Étymologie
Son nom d'espèce lui a été donné en référence au lieu de sa découverte, les monts San Jacinto.

## Publication originale
- Muma, 1962 : The arachnid order Solpugida in the United States, Supplement 1. American Museum Novitates, no 2092, p. 1-44 (texte intégral).